# Bundesautobahn 952
Die Bundesautobahn 952 (Abkürzung: BAB 952) – Kurzform: Autobahn 952 (Abkürzung: A 952) – ist eine etwa fünf Kilometer lange Autobahn in der Nähe von Starnberg bei München in Bayern.

## Verlauf
Sie zweigt am Autobahndreieck Starnberg von der A 95 ab und führt in westliche Richtung bis zur Anschlussstelle Percha, einem Ortsteil von Starnberg. Die Autobahn verläuft in ost-westlicher Richtung.
Direkt hinter der Anschlussstelle geht die A 952 in die Bundesstraße 2 über, die sie im gesamten Verlauf ersetzt hat. Die Autobahn ist auf voller Länge vierstreifig ausgebaut, besitzt aber keinen Standstreifen. Direkt an der Autobahn liegen die Orte Wangen, Buchhof, Heimathshausen und Percha, die alle zu Starnberg eingemeindet sind.

## Geschichte
Die A 952 wurde am 23. Juni 1965 zusammen mit dem neuen Teilstück der A 95 vom damaligen Ende bei Oberdill bis zum Autobahndreieck Starnberg als Starnberger Autobahnzubringer und Umfahrung von Wangen für den Verkehr freigegeben.

## Betrieb
Die Straßenbaulast liegt bei der Niederlassung Südbayern der Die Autobahn GmbH des Bundes (ehemalige Autobahndirektion Südbayern).
Zum 1. Januar 2016 lag die Zuständigkeit für die A 952 wie folgt:
- im Bereich Autobahndreieck Starnberg mit der A 95 (1/4) und Anschlussstelle Percha (2) bei der Autobahnmeisterei Starnberg.